# Jaqueline Jesus
Jaqueline Jesus (Brasilia, 7 de marzo de 1978) es una psicóloga, escritora, y activista brasileña.
Posee un M.Sc. en Psicología por la Universidad de Brasilia, y es doctora en Psicología Social, del Trabajo y de las Organizaciones en esa misma institución, donde actuó, desde 2003 hasta 2008, como asesora de diversidad y apoyo a los cuotistas y además coordinaba un centro volcado a la acción para estudiantes negros.

## Militancia
Desde el comienzo de sus actividades, Jaqueline Jesus ha tenido actuaciones de forma proactiva frente a las acciones discriminatorias, negándose a aceptar pasivamente los prejuicios. Comenzó su militancia en derechos humanos en 1997, a partir de "Estructuración" – grupo homosexual de Brasilia, de la cual fue su secretaria y, en 1999, asumió la presidencia. Y en ese período actuó junto a instituciones gubernamentales y educativas, en el sentido de combatir preconceptos y valorizando las diferencias, hablando en la apertura de la apertura de la V Conferencia Nacional de Derechos Humanos, cuya participación fue bien descrita en el informe de esa conferencia (página 5): "del "Grupo Gay Estructuración", de Brasilia, teniendo el coraje de revelar los sentimientos de los demás, que son víctimas de la intolerancia contra la libertad de ser y de vivir su propia sexualidad".
Fue una de las organizadoras de la Parada del Orgullo LGBT de Brasilia, y participó de la elaboración de las metas brasileñas para la Cúpula del Milenio de la ONU.
Participó, en Santa Cruz Cabrália y en Porto Seguro, de varios movimientos sociales, de manifestaciones de crítica a las festividades del medio milenio del descubrimiento de Brasil. En 2000, al término de su mandato, cofundó, con el profesor Luiz Mott, la lista electrónica AAGLS - Asociación de Académicos Gays, Lésbicas y Simpatizantes de Brasil, de la cual fue secretaria general; tradujo textos en castellano para "El Boletín de Quimbanda Dudu", Grupo Gay Negro de Bahía; fue nombrada miembro del Consejo Editorial de la Editora Grupo Gay de Bahía; y, fundó la ONG ACOS: Acciones Ciudades en Orientación sexual, mediante el cual propuso párrafos y abogó por la aprobación de la Ley 2.615/2000 del Distrito Federal, que actúa en la punición de la homofobia; hizo el primer estudio centrado específicamente en el Distrito Federal y sus alrededores sobre la violencia contra las personas homosexuales y transexuales, con financiamiento internacional.
Fue miembro suplente de Luiz Mott en el CNCD: Consejo Nacional de Combate a la Discriminación y, en Ralacoco: Radio-Laboratorio de la Universidad de Brasilia, creando y comandando el "Programa Beijo Livre (Beso Libre)" (referencia al primer grupo gay de Brasilia), siendo entonces el único programa de radio en vivo, de América Latina, enfocado a la valorización de la cultura LGBT, habiendo entrevistado a personalidades nacionales y extranjeras. Asociada con Enegreser: colectivo de estudiantes negros de la UnB.  A fines de 2004, trabajando como psicóloga de la UnB, presentó proyectos relacionados con la gestión del recientemente aprobado "Sistema de Cupos para Negros, siendo invitada a crear la "Asesoría de Diversidad y Apoyo a los Cuotistas, en marzo de 2005. Y en abril del mismo año comenzó a diseñar el contenido del portal del Sistema de Cupos para Negros de la UnB, por el cual, en octubre de 2007, fue premiada por la Red DHNET de Derechos Humanos y Ciudadanía. como uno de los mejores sitios de internet de los derechos humanos, en lengua portuguesa.
En 2005, elaboró el Proyecto del Centro de Convivencia Negra, un espacio social de referencia en la UnB para la valorización de la presencia negra, y a partir de negociaciones con el Directorio Central de Estudiantes de la UnB, comenzó a coordinarlo y realizando reformas en un edificio ocupado previamente por el directorio. En cuanto como asesora de la UnB en esa área, negoció con el Superior Tribunal de Justicia, un convenio de pasantías para estudiantes con cupos de la UnB; creando el Proyecto Cupos de Escuelas, donde entrenó a estudiantes con cupos para hablar en las escuelas públicas sobre cuestiones raciales y acciones acertivas; además de haber participado de foros nacionales sobre inclusión racial, haber presidido la Comisión organizadora del Seminario "Políticas de Ações Afirmativas para Inclusão Racial no Ensino Superior", evento nacional que reunió Universidades brasileñas con sistemas de inclusión racial, en 2006, en la UnB, en asociación con la Secretaría de Educación Superior del Ministerio de Educación y la SEPPIR - Secretaria Especial de Políticas de Promoção da Igualdade Racial; e organizado várias formas de apoio ao desenvolvimento sócio-acadêmico de estudantes negros da UnB.
Concluyó su Maestrado en diciembre de 2005, con un estudio sobre liberadores de esclavos en el Brasil contemporáneo. Recientemente, en noviembre de 2007, fue indicada por la ABGLT – "Asociación Brasileña de Gays, Lésbicas y Travestis para representarlos en la "Campanha Quem Financia a Baixaria é Contra a Cidadania (Campaña Quien Financia hacia abajo y en contra de la ciudadanía", de la Comisión de Derechos Humanos de la Cámara de los Diputados. En 2008 fue elegida como una de los delegados para representar al Distrito Federal en la Conferencia Nacional GLBT, realizada en la capital federal en el mes de junio del mismo año.
En 2008, participó en la fundación de una entidad asociativa de ONGs del Distrito Federal (DF) y de su entorno, la Federación de Lésbicas, Gays, Bisexuales, Travestis, y Transexuales del DF y su entorno (Federación LGBT DFE), para la cual fue elegida a ser su primera presidenta.
Fue autora, en 2010, del texto interpretado por el artista Miquéias Paz durante el IIIer Encuentro Nacional de Atención a la Salud del Servidor, realizado en Brasilia, en homenaje a los servidores públicos víctimas de violencia en el ejercicio de sus funciones.
Concluyó su doctorado en 2010, habiendo investigado las percepciones de los participantes en las Paradas del Orgullo LGBT.

## Cronología de acciones relevantes en Derechos Humanos
- 1999 - Presidencia del Grupo Estructuración
- 2000 - Fundación y presidencia de la ONG ACOS
- 2004 – Indicación para el CNCD
- 2004 – Creación del programa de radio "Beijo Livre" (Beso Libre)
- 2005 – Indicación para la Asesoría de Diversidad y Apoyo a los Cuotistas de la UnB/Coordinación del Centro de Convivencia Negra
- 2005 – Negociación de becas para prácticas en STJ
- 2005 – Defensa de tesis de maestría sobre liberadores de esclavos en el Brasil contemporáneo
- 2006 – Creación del Proyecto de Cupos en las escuelas
- 2006 – Organización del Seminario Políticas de Acciones Afirmativas para la Inclusión Racial en la Enseñanza Superior
- 2007 – Premiación del portal del Sistema de Cupos para Negros por la Red DHNET de Derechos Humanos y Ciudadanía
- 2007 – Indicación para la "Campaña Quien Financia a Baixaria é Contra a Cidadania"
- 2008 - Expone en la apertura de la I Conferencia Distrital GLBT[10] y participación en la Conferencia Nacional GLBT
- 2008 – Fundación y elección para la presidencia de la Federación LGBT del DF y su entorno